# Mergus australis
O merganso-de-auckland (Mergus australis) é uma espécie extinta de ave da família Anatidae.
Esta ave era semelhante em tamanho ao merganso-de-poupa. O macho adulto tinha a cabeça, crista e pescoço de cor marrom-avermelhada escuro, com o corpo e cauda preto-azulado e asas cinza-ardósia. A fêmea era ligeiramente menor com uma crista mais curta.
A espécie foi coletada pela primeira vez durante uma expedição francesa liderada pelo explorador Jules Dumont d'Urville nos navios L'Astrolabe e La Zelee que visitou as Ilhas Auckland, em 1840. Seu declínio foi causado por uma combinação de caça e predação por mamíferos introduzidos. O pássaro não era incapaz voar, mas era difícil levantar voo e ele preferia se esconder entre as rochas quando perseguido. O último avistamento foi o de um casal abatido em 9 de janeiro de 1902. Ele não foi encontrado em uma busca feita em 1909, e uma outra exploração minuciosa em 1972 e 1973 de possíveis habitats concluiu que a espécie há muito já estava extinta.